# Путаница (фильм, 1916)
«Путаница»  — российская комедия 1916 года. Премьера состоялась 29 декабря 1916 года. Фильм не сохранился.

## В ролях
- Казимира Невяровская — Леночка
- Василий Степанов — её папаша
- М. Болдырева  — её подруга
- Владимир Стрижевский  — Анатолий
- Андрей Громов — Юрий, друг Анатолия
- Мария Халатова — тётушка Юлия

## Сюжет
Сюжет изложен в журнале «Вестник кинематографии» (1916).
Леночка и Анатолий влюблены друг в друга. Однако папаша Леночки не хочет выдавать дочь замуж за бедного человека. Толя показывает отцу Леночки снимки якобы его имения, которое он приобрёл. Папаша в восторге, и влюблённые получают его согласие на брак. 
Вскоре после свадьбы друг Анатолия Юрий приглашает молодых погостить в недавно купленное им имение. Анатолий и Леночка с радостью соглашаются, но во время сборов появляется папаша и заявляет, что он поедет с ними. Молодые супруги в отчаянии, но Юрий находит выход: «Пусть папаша думает, что имение ваше, а я буду вашим управляющим». 
По приезде в имение Юрий получил письмо от своей тётушки, которая собралась приехать погостить к нему и «познакомиться с молодой». Выясняется, что Юрий также обманул тётушку: чтобы получить деньги на покупку имения, он заявил ей, что женится, потому что она только под этим условием согласилась ссудить ему нужные деньги. Молодые люди решают, что роль жены Юрия на время пребывания тётушки возьмёт на себя Леночка, а Толю  ей в представят качестве управляющего. 
Тётушка приезжает в имение. Тогда начинается «путаница», грозящая каждую минуту разоблачить обман. Тётушка и папаша ссорятся друг с другом. Они одновременно решают покинуть имение. При этом они остаются  в заблуждении относительно истинного положения дел.

## Критика
Историк кино Вениамин Вишневский оценил фильм следующим образом: «Забавная комедия со сложной, хорошо
разработанной интригой».